# قائمة زملاء الجمعية الملكية المنتخبين في 1931
هذه الصفحة تعرض قائمة زملاء الجمعية الملكية المُنتخبين لعام 1931م.

## الزملاء
- Edward Charles Titchmarsh [الإنجليزية]‏
- Alfred Joseph Clark [الإنجليزية]‏
- Reginald Ruggles Gates [الإنجليزية]‏
- Charles Frewen Jenkin [الإنجليزية]‏
- Vishnu Vasudev Narlikar [الإنجليزية]‏
- Percy George Hamnall Boswell [الإنجليزية]‏
- Hermann Glauert [الإنجليزية]‏
- Stanley Wells Kemp [الإنجليزية]‏

## الأعضاء الأجانب
- هاينريش فيلاند